# Umlaut

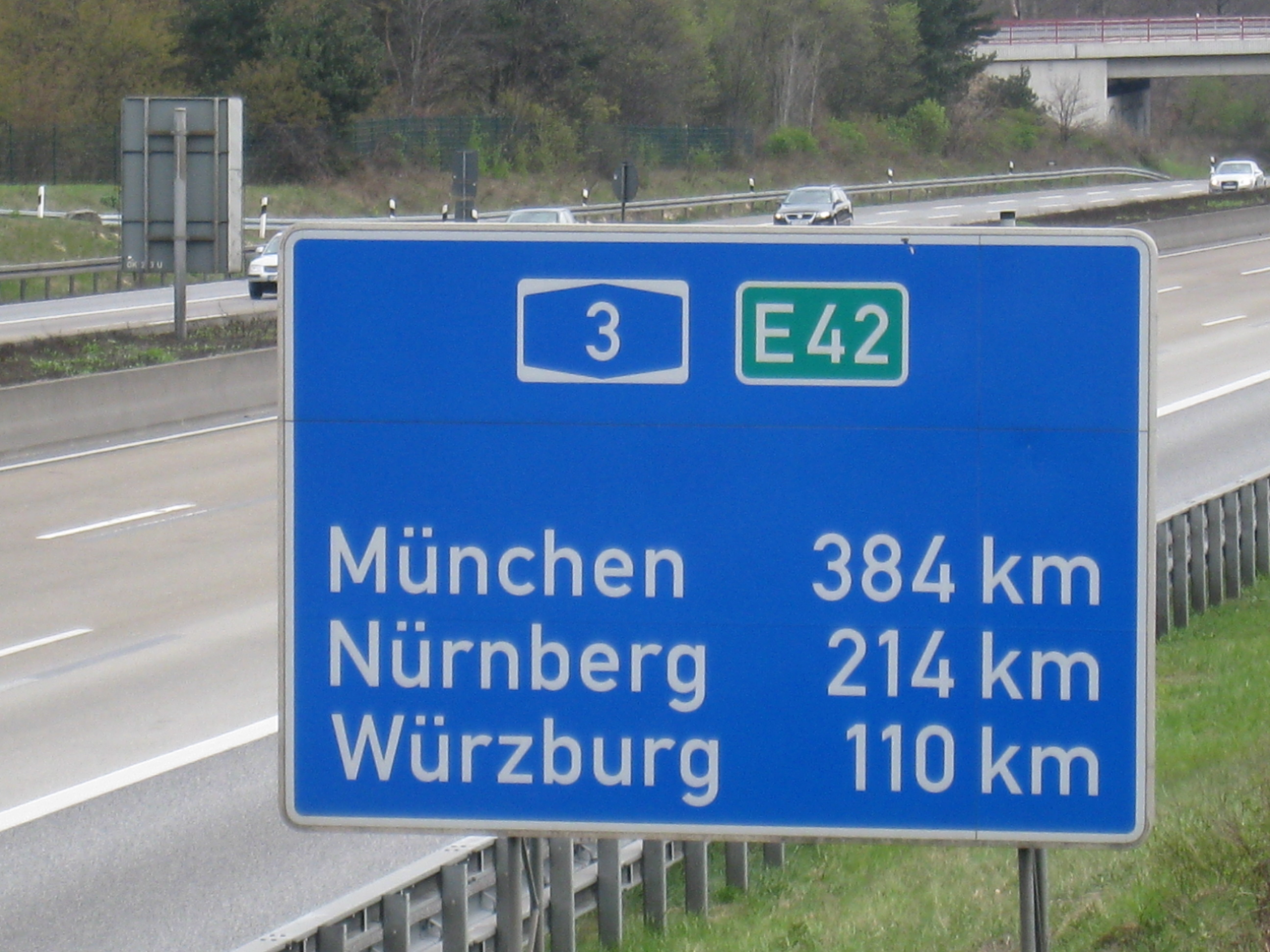
Trois villes allemandes sur ce panneau de signalisation contiennent la lettre ü (« u umlaut »).

En phonétique, le processus d’Umlaut /ˈʊmˌlaʊ̯t/  (de l’allemand um-, « autour, transformation » + Laut, « son »), ou métaphonie (terme grec de même sens ; ne pas confondre avec le paronyme métatonie) ou encore inflexion, désigne le changement de timbre d’une voyelle (apophonie) à la suite de l’amuïssement d’une autre voyelle dans une syllabe suivante. La voyelle altérée garde pour ainsi dire une trace de la voyelle disparue en récupérant une de ses caractéristiques. C’est un type complexe de dilation.
Cette modification phonétique doit être distinguée d’un changement de voyelle indiquant une différence de fonction grammaticale, appelé alternance vocalique ou apophonie (en allemand, Ablaut), comme dans la conjugaison du verbe irrégulier anglais « chanter » sing / sang / sung. L’apophonie est apparue en indo-européen, tandis que la métaphonie est apparue plus tardivement. Ces termes sont parfois utilisés aussi pour des changements similaires dans d’autres familles linguistiques.
La métaphonie (modification d’une voyelle induite par une autre voyelle dans une syllabe suivante) est typique des langues germaniques, mais l’existence de ce phénomène dans le gotique est controversée. La métaphonie la plus fréquente dans les langues germaniques est la métaphonie par /i/ (c'est-à-dire: /i/, /ī/, /j/ dans une syllabe suivante), par exemple : [meðjaz] > allemand Mitte « milieu », néerlandais mid- et midden « milieu » et anglais mid- et middle « milieu ».
Le terme d'umlaut désigne aussi le tréma qui marque en allemand les voyelles produites par ce changement phonétique, ainsi que les graphèmes entiers comportant ce diacritique ou notés en digramme. En français, le pluriel d’umlaut se forme à la française : umlauts.

## En allemand

### Fonctionnement de la métaphonie
Le cas est surtout connu pour l’allemand dont les voyelles /a/, /i/, /o/ et /u/ infléchies par la métaphonie subissent une palatalisation ou un changement de leur aperture. L’environnement conditionnant d’origine était la présence d’un /i/ ou d’un /j/, phonèmes palataux, dans la syllabe suivante, qui s’est amuï en laissant son caractère palatal à la voyelle précédente, ou d’un /a/, voyelle ouverte qui, en disparaissant, ouvre à son tour la voyelle précédente. Après que l’umlaut a acquis un rôle grammatical, son usage s’est étendu par analogie. Les métaphonies historiques se sont déroulées en trois phases, durant la période du vieux haut allemand au moyen haut allemand inclus (de la fin du VIIIe au XIVe siècle).
Voici quelques exemples de métaphonies :
- En vieux haut allemand, gast « hôte », faisait son pluriel en gesti. Le changement de timbre de la voyelle radicale indique qu’il y a bien eu métaphonie et que la voyelle finale s’était amuïe ou était en passe de le faire. C’est une métaphonie par /i/. En haut allemand moderne, on écrit (et on dit) Gast / Gäste.
- Inversement, on trouve helphan, « aider », en vieux haut allemand, issu d’un radical *hilp- (présent en gotique) dont la voyelle a subi l’inflexion par /a/ et s’est ouverte. En haut allemand moderne, le verbe est devenu helfen, qu’on peut comparer à ses 2e et 3e personnes du singulier au présent de l'indicatif hilfst - hilft ou au nom commun correspondant Hilfe, « aide ». La métaphonie n’est, dans le cas de /i/ devenu /e/, pas notée par un diacritique.

En vieux haut allemand, le e de gesti et celui de helphan n’étaient pas identiques : le premier était fermé [e] et le second ouvert [ε]. Cette différence subsiste en alémanique, où hälfe a une voyelle plus ouverte que gescht. Cette différence de prononciation n’a, en revanche, rien à voir avec la différence d’orthographe de l’allemand standard actuel entre Gäste et helfen (on écrit Gäste pour marquer le lien avec le singulier Gast).
Finalement, les métaphonies sont les suivantes (la notation suit l’API) :
- /a... i/ → /e... i/
- /i... a/ → /ε... a/
- /u... i/ → /y... i/
- /u... a/ → /ɔ... a/
- /ɔ... i/ → /œ... i/

### Notation des voyelles infléchies
En français, le mot umlaut est aussi couramment utilisé, par métonymie, pour désigner la marque diacritique permettant de noter la plupart des voyelles infléchies en allemand (ä, ö, ü). Cette marque est aujourd'hui un tréma. En langue allemande, le terme Umlaut peut désigner soit la métaphonie, soit les trois lettres ä, ö, ü (collectivement ou individuellement), mais ne désigne pas le signe diacritique par lui-même.
En langue française, parmi les germanistes, la dénomination umlaut est utilisée exclusivement et le terme de trema souvent perçu comme une impropriété. Cet usage souligne la forme manuscrite scolaire couramment enseignée en Allemagne et en Autriche : ce signe y est réalisé sous forme de deux petits traits verticaux, au lieu de deux points. Cette variante allographique est un héritage de formes plus anciennes de l'écriture manuscrite (cf. infra). En pratique, la plupart des germanophones réalisent ce diacritique sous la forme d'un trait horizontal ou légèrement incurvé par le mouvement de la plume.
L’origine de ce signe est un e diacritique écrit derrière la voyelle concernée qui s’est ensuite suscrit (tracé au-dessus de la voyelle), puis simplifié en deux traits. Les graphies anciennes en écriture gothique, puis Fraktur et Sütterlinschrift, permettent de mieux comprendre cette transformation : dans ces styles graphiques, les tracés verticaux dominent au détriment des horizontaux et des courbes, et le e peut se réduire à deux traits verticaux plus ou moins reliés par le haut, ce qu’il est devenu dans la Sütterlinschrift, dernière forme de l'écriture manuscrite gothique en Allemagne. Du reste, la marque d’umlaut en Sütterlinschrift est clairement un petit e suscrit, ce qui montre combien l’origine du diacritique est restée longtemps évidente aux Allemands et explique pourquoi la confusion avec un tréma était impossible. Toutefois, le maintien de cette distinction était devenu inutile depuis 1902, l'usage du tréma comme signe distinct (pour la diérèse) ayant alors été supprimé (sauf pour certains noms propres). Le tableau suivant montre les caractères en Sütterlinschrift et Antiqua (variante « normale » de l’alphabet latin) :
| Antiqua          | e | ae | oe | ue | ä | ö | ü |
| Sütterlinschrift |   |    |    |    |   |   |   |

Ce e ne s’est écrit qu’après les voyelles a, o et u. La métaphonie de /i/ en /e/ n'est pas notée par un diacritique : la lettre e est utilisée. Par exemple, le nom Mann /man/, « homme », devient au pluriel Männer /'mεnər/. Les voyelles et diphtongues qui peuvent, en allemand, subir la métaphonie sont les suivantes :
- a /a/ → ä /ε/ (è de père) ;
- o /o/ → ö /ø/ (eu de peu) ;
- u /u/ (ou de cou) → ü /y/ (u de su) ;
- au /aɔ/ → äu /ɔj/ ;
- i ou ie /iː/ → e /eː/ (pas de notation par le diacritique)

En fonction de l’époque, de la région (Suisse alémanique) et des moyens techniques (machine à écrire archaïque, fontes anciennes) et dans des noms de personnes, les umlauts peuvent figurer sous la forme de digrammes, soit ae, oe, ue. Cela est alors davantage le cas des majuscules initiales, soit Ae, Oe, Ue (la graphie AE, OE, UE ne servant que dans le tout-en-capitales). C’est une orthographe archaïsante mais qui se rencontre aussi sur internet, lorsque les caractères à diacritiques sont indisponibles. Depuis la généralisation de l’encodage Unicode, cela est dû à des dispositions de clavier périmées ou à l'usage de formats évitant délibérément les diacritiques, par exemple par référence aux noms propres sur les passeports (notamment dans les parties destinées à la lecture automatique).

### Dans d'autres langues
Dans certaines langues scandinaves (islandais et suédois), des caractères d’aspect et de prononciation similaire aux lettres allemandes (ä, ö) notent également un processus d'umlaut. À la différence de l'allemand, ces langues placent ces voyelles à part dans l’ordre alphabétique, où elles apparaissent en fin de liste, et non après la voyelle simple (a, o, u).
Par ailleurs, l’orthographe allemande a inspiré de nombreuses autres langues qui n’ont pas toujours de rapport génétique, et dans lesquelles les voyelles concernées ont une prononciation proche de celle de l'allemand. C'est le cas du hongrois, du finnois, de l'estonien, de langues sames, mais aussi de nombreuses langues langues_turciques (turc, azéri, turkmène, kazakh), ainsi que de certaines transcriptions de langues chinoises comme le hanyu pinyin pour la lettre « ü/Ü » (avec la même nuance de prononciation que pour l’allemand), ce qui donne les signes diacritiques ǖ/Ǖ, ǘ/Ǘ, ǚ/Ǚ et ǜ/Ǜ, le signe supérieur donnant le ton.
En dehors des langues germaniques (allemand et langues scandinaves), les voyelles à tréma ne notent pas de phénomène d'umlaut. L'usage de ce terme est donc impropre. Pour plus de détails sur l'usage dans ces langues, voir la page tréma.
| langues finno-ougriennes | langues finno-ougriennes | langues germaniques | langues germaniques | langues germaniques | langues germaniques        |
| estonien                 | finnois                  | allemand            | suédois             | islandais           | danois, norvégien, féroïen |
| ------------------------ | ------------------------ | ------------------- | ------------------- | ------------------- | -------------------------- |
| ä                        | ä                        | ä                   | ä                   | (e, æ)              | (e, æ)                     |
| ö                        | ö                        | ö                   | ö                   | ö                   | (ø)                        |
| ü                        | (y)                      | ü                   | (y)                 | (y)                 | (y)                        |

### Codage des voyelles à umlaut

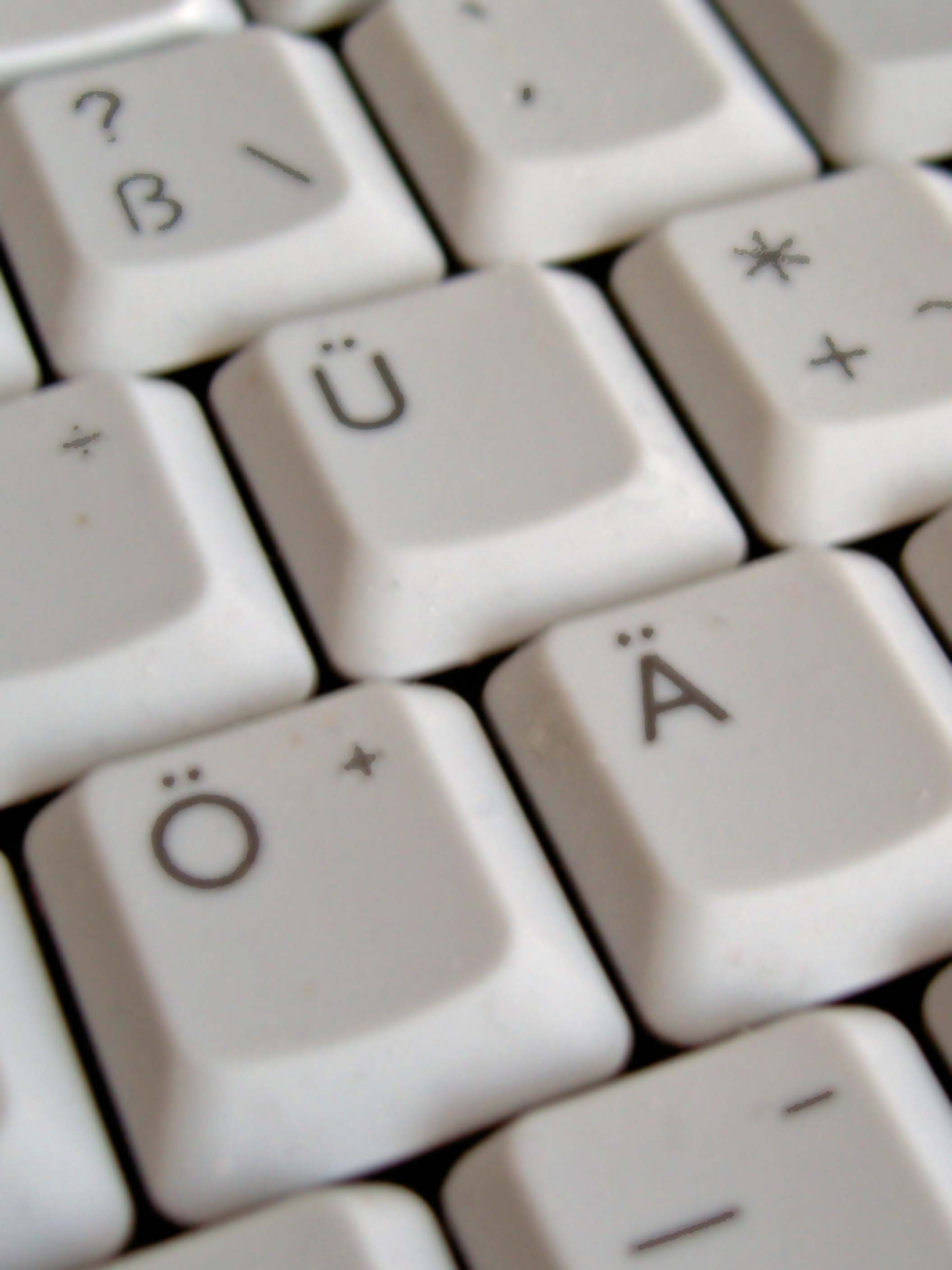
Voyelles à umlaut et ß sur un clavier informatique allemand.

À l’édition, quand les umlauts ne sont pas disponibles ou dans les mots croisés, ils sont remplacés par la voyelle sous-jacente suivie d’un e. Cette modification est parfaitement appropriée à l’allemand, les voyelles autres que e et i n'étant pas suivies d’un e, à part pour quelques mots étrangers.
En HTML, l’entité nommée les représentant sera notée &?uml; (la lettre de base suivie de uml). Toutes les voyelles à umlaut et le ß (eszett, autre caractère typique de l’allemand, inclus ici pour référence) font partie du jeu de caractère ISO/CEI 8859-1 et possèdent le même point de code dans ce jeu et en Unicode. Dans LaTeX, les diacritiques sont ajoutés par \"? (deux points) et \H? (deux accents aigus).
| Caractère | Substitution | Entité HTML | Point de code Unicode/ISO 8859-1 | Code LaTeX          |
| --------- | ------------ | ----------- | -------------------------------- | ------------------- |
| ä         | ae           | &auml;      | x00E4                            | \"{a}, ä : \H{a}    |
| ö         | oe           | &ouml;      | x00F6                            | \"{o}, ö : \H{o}, ő |
| ü         | ue           | &uuml;      | x00FC                            | \"{u}, ü : \H{u}, ű |
| ß         | ss           | &szlig;     | x00DF                            | \ss , ß             |
| Ä         | Ae           | &Auml;      | x00C4                            | \"{A}, Ä : \H{A}    |
| Ö         | Oe           | &Ouml;      | x00D6                            | \"{O}, Ö : \H{O}, Ő |
| Ü         | Ue           | &Uuml;      | x00DC                            | \"{U}, Ü :\H{U}, Ű  |

## En anglais
L’anglais, langue germanique, a conservé certaines de ces modifications à travers des pluriels irréguliers comme man « homme » : men (pl.), tooth « dent » : teeth (pl.), mouse « souris » : mice, etc., même s'il a perdu les suffixes désinentiels métaphonisants qui les avaient provoqués. L’orthographe et la prononciation en portent encore la marque de la métaphonie fermante (dite aussi palatale) par i. L’action métaphonique s’est déroulée en vieil anglais au VIIe siècle.
Par exemple, le couple foot « pied » : feet (pl.) remonte aux étymons suivants : *fōtz au singulier, *fōtiz au pluriel. L’orthographe montre que ce mot est passé par les réalisations suivantes : 
- singulier : germ.com. *fōtz → v.angl. fōt → angl. du XVe siècle fot [fuːt] (fermeture à la suite du grand changement vocalique) → actuellement foot [fʊt] (abrègement et changement de timbre) ;
- pluriel : g.c. primitif *fōtiz → g.c. tardif fētiz (antériorisation) → v.angl. fēt (amuïssement de la désinence) → actuellement feet [fiːt] (fermeture à la suite du grand changement vocalique).

Cette métaphonie fermante par i se rencontre aussi dans la dérivation lexicale et permet de comprendre pourquoi un mot comme blood « sang » est lié au même radical que bleed « saigner » (v.angl. blēdan, issu d'un g.c. *ƀlōþijanaⁿ).